# Steinknippen
Steinknippen ist ein Ortsteil im Stadtteil Paffrath von Bergisch Gladbach. Er liegt mittlerweile in einem geschlossenen Siedlungsbereich, so dass er nur noch in einem Straßennamen in Erscheinung tritt. Die Straße liegt im Süden der eigentlichen Ortslage. 

## Geschichte
Der Name Steinknippen lehnt sich an die alte Gewannenbezeichnung Am Steinklippen an, die im Urkataster südöstlich von Torringen im Bereich der heutigen Straße verzeichnet ist.
Aus Carl Friedrich von Wiebekings Charte des Herzogthums Berg 1789 geht hervor, dass Steinknippen zu dieser Zeit Teil der Honschaft Paffrath im gleichnamigen Kirchspiel war.
Unter der französischen Verwaltung zwischen 1806 und 1813 wurde das Amt Porz aufgelöst und Steinknippen wurde politisch der Mairie Gladbach im Kanton Bensberg zugeordnet. 1816 wandelten die Preußen die Mairie zur Bürgermeisterei Gladbach im Kreis Mülheim am Rhein. Mit der Rheinischen Städteordnung wurde Gladbach 1856 Stadt, die dann 1863 den Zusatz Bergisch bekam.
Der Ort ist auf der Topographischen Aufnahme der Rheinlande von 1824, auf der Preußischen Uraufnahme von 1840 und ab der Preußischen Neuaufnahme von 1892 auf Messtischblättern regelmäßig als Steinknippen oder ohne Namen an der heutigen Kempener Straßer nördlich der Abzweigung Hufer Weg verzeichnet.
| Jahr | Einwohner | Wohn- gebäude | Kategorie |
| ---- | --------- | ------------- | --------- |
| 1822 | 9         |               | Hofstelle |
| 1830 | 10        |               | Hofstelle |
| 1845 | 8         | 2             | Hofstelle |
| 1871 | 9         | 2             | Hofstelle |
| 1885 | 13        | 3             | Wohnplatz |
| 1895 | 10        | 3             | Wohnplatz |
| 1905 | 8         | 3             | Wohnplatz |

## Etymologie
Das Bestimmungswort Stein weist auf die steinige Beschaffenheit des Bodens hin. Das Grundwort knipp bezeichnet in der Mundart eine kleine Geländeerhebung im Verlauf eines Weges, der bald darauf wieder abfällt. Es kann sich bei einem Knippen auch um den höchsten Punkt eines steilen Anstiegs handeln.